# 西陵镇 (易县)
西陵镇，是中华人民共和国河北省保定市易县下辖的一个乡镇级行政单位。

## 行政区划
西陵镇下辖以下地区：
五道河村、忠义村、晓新村、凤凰台村、华北村、龙里华村、太和庄村、豹子峪村、白水港村、三尖峪村、太平峪村、太宁寺村、金龙庄村、龙泉庄村、南大地村、新畔石村和东旮旯村。